# نينو ريتشي
نينو ريتشي (بالإنجليزية: Nino Ricci)‏‏ (23 أغسطس 1959 في ليمينغتون، أونتاريو - ) كاتب، وروائي من كندا.

## روابط خارجية
- نينو ريتشي على موقع IMDb (الإنجليزية)
- نينو ريتشي على موقع الموسوعة البريطانية (الإنجليزية)
- نينو ريتشي على موقع ميوزك برينز (الإنجليزية)
- نينو ريتشي على موقع ديسكوغز (الإنجليزية)
- نينو ريتشي على موقع قاعدة بيانات الفيلم (الإنجليزية)